# La Puebla de los Infantes
Pour les articles homonymes, voir Puebla (homonymie).
La Puebla de los Infantes est une commune située dans la province de Séville de la communauté autonome d’Andalousie en Espagne.

## Administration
| Période                                  | Période | Identité | Étiquette | Qualité |
| ---------------------------------------- | ------- | -------- | --------- | ------- |
| N/A                                      | N/A     | N/A      | N/A       | Maire   |
| Les données manquantes sont à compléter. |         |          |           |         |

## Sources
- (es) Cet article est partiellement ou en totalité issu de l’article de Wikipédia en espagnol intitulé « La Puebla de los Infantes » (voir la liste des auteurs).